# アニエス・ジアール
アニエス・ジアール（Agnès Giard、1969年9月1日 - ）は、ヴァンヌ出身のフランスの人類学者、著作家、ジャーナリスト。パリ·ナンテール大学の人類学者。日刊紙 Liberation では恋愛の人類学に関する週刊コラムを担当している。
イタリア、ベルギー、ドイツ、フランス、日本の人類学、社会学、記号学の研究者と共に、乙女ゲーム、美少女ゲーム、恋愛アプリ、VTuberなどを専門として活動している。
現在の研究テーマは、「現代日本における、恋愛·結婚」。

## 経歴
■生い立ち
・11歳の時に、宇宙海賊キャプテンハーロック（松本零士）のファンになったことから、日本のマンガ・アニメ文化への関心を高める。
・1993年、フランス人のアニメファンに対する有り勝ちな偏見に関して、修士論文を書く。
・同時期、アニメや漫画に関連したフランス初の同人誌（animelandとTsunami）で活動を始め、その後、恋愛の人類学に関するジャーナリストとなる。
・1997年からは、日本の恋愛に関する本を書くことと、着ぐるみ、コスプレ、関節人形、同人誌などのオタクサークルに関わる人々に会うために定期的に来日。社会現象や文化現象を取材する。
・恋愛ゲーム（二次元キャラクターとの恋愛）、推し活、祭壇、召喚装置（VR/ARまたはホログラフィック·ディスプレイ）等の文化に触れる。
■日本のサブカルチャー（人形等）に関する研究
・2006年にフランスで、2010年に日本で『L’Imaginaire Erotique au Japon / エロティック·ジャポン 』(河出書房新社、二村淳子訳））を出版した。
・2008年にはバルセロナのギャラリー《Artz21》で日本美術展を企画した。
　その後、日本に関する数多くの文化イベントに携わる。（パリのケ·ブランリ美術館「Musée du quai Branly」やギメ東洋美術館「Musée Guimet」の展覧会、講演、美術学院におけるワークショップなど）。
・2008年に『Dictionnaire de l’amour et du plaisir au Japon / 仮題：日本における愛と快楽の辞典』を出版する。
・2009年に『Les Objets du désir au Japon /  仮題：日本における欲望の対象』を出版する。
・2010年に来日した際は、京都のヴィラ九条山（フランスの公式文化施設）に研究滞在し、市松人形職人、文楽師、からくり職人、日本の伝統芸術の専門家と出会う。
・2015年、日本の擬人化された物体における存在の影響に焦点をあてた、人類学の博士論文を執筆した。
・2016年、「Un Désir d’Humain, Les love doll au Japon（仮題：人間の願望、日本のラブドール）」を出版。
　本書は、人間と人形の相互コミュニケーションについてラブドールの持ち主とメーカーたちの考え方をフランスに紹介した。本書は2017年、ICASブックプライズから「アジア研究分野でフランスで出版されたベスト5冊」の1冊として表彰されている。
・2016年、京都の有名な顔師と傀儡師に関する新しい企画で、ルイ·デュモン賞を受賞した。「人間科学会館」（FMSH）の支援を受けた。
　並行して、彼女は日本のロボット工学にも取り組み始め、モノがどのようにアニメーション化されるかを理解しようとしている。
■二次元キャラクターとの恋愛に関する研究
・2017年に、パリ·ナンテール大学の協力を得て、「日本でのキャラ化文化」に関した第一回国際会議をフランスにて開催した。 2018年、2019年、2020年にも継続開催。
・2018-2019年に京都大学（日本学術振興会）の客員研究員となる。
・2019-2022年にヨーロッパの研究プロジェクトEMTECH「感情を持つ機械：日本におけるデジタル親密さ」の研究員となる。
・2024年、「二次元カウンターカルチャー」に関する書籍プロジェクトが日仏学館から研究助成を受ける。

## 著作
- 二村淳子 訳『フェティッシュ・モード Fetiche et bizarre photog』ワイレア出版 、2003年。ISBN 978-4813007647。
- 二村淳子 訳『エロティック・ジャポン』河出書房新社、2010年。ISBN 978-4309245348。
- 山本規雄 訳『[図説]"特殊性欲"大百科 "ビザール"の生態学』作品社、2015年。ISBN 978-4861825385。
- 谷川渥 訳『愛の日本史:創世神話から現代の寓話まで』国書刊行会、2018年。ISBN 978-4336062703。